# De nieuwe chauffeur
De nieuwe chauffeur is een hoorspel van Eduard König. Der neue Chauffeur werd op 21 juni 1961 door de Hessischer Rundfunk uitgezonden. H. Gilbert vertaalde en bewerkte het. De NCRV zond het uit in als zesde in de themaserie Mens en maatschappij op maandag 18 december 1961, van 20:20 uur tot 21:10 uur (met een herhaling op vrijdag 30 augustus 1968). De regisseur was Wim Paauw.

## Rolbezetting
- Huib Orizand (IJzerman, directeur IJzerman N.V.)
- Louis de Bree (Leefsma, employé)
- Paul van der Lek (De Graaf, chauffeur)
- Frans Somers (Van der Gouw, zakenrelatie)
- Hans Veerman (Van Dodewaard, de nieuwe chauffeur)
- Eva Janssen (mejuffrouw Blauw, secretaresse)
- Corry van der Linden (Janny, dienstmeisje)

## Inhoud
De succesrijke zakenman en onaangename tijdgenoot IJzerman vermoedt niet, dat zijn leven bijna afgelopen is. Hij ziet een reeks van kansen over het hoofd om de indiensttreding van de nieuwe chauffeur te verhinderen, aan wie hij zijn kostbare leven toevertrouwt. Zo komt het tot een zonderlinge gebeurtenis, als Van Dodewaard, de nieuwe chauffeur, toch de job overneemt en de heer IJzerman naar het hiernamaals ontvoert. Geloofwaardige ooggetuigen van deze hellevaart worden de trouwe bedienden Leefsma en de kleine secretaresse mejuffrouw Blauw, die hun leven lang onder de tyrannieke koopman te lijden hadden…